# From Luxury to Heartache
From Luxury to Heartache – album zespołu Culture Club wydany w 1986 roku.

## Lista utworów
Źródło
| Nr  | Tytuł utworu                     | Autorzy                                | Długość |
| --- | -------------------------------- | -------------------------------------- | ------- |
| 1.  | „Move Away”                      | O'Dowd / Moss / Craig / Hay / Pickett  | 4:19    |
| 2.  | „I Pray”                         | O'Dowd / Moss / Craig / Hay / Pickett  | 3:59    |
| 3.  | „Work on Me Baby”                | O'Dowd / Moss / Craig / Hay            | 4:25    |
| 4.  | „Gusto Blusto”                   | O'Dowd / Moss / Craig / Hay / Pickett  | 4:40    |
| 5.  | „Heaven's Children”              | O'Dowd / Moss / Craig / Hay / Pickett  | 4:43    |
| 6.  | „God Thank You Woman”            | O'Dowd / Moss / Craig / Hay / Pickett  | 4:13    |
| 7.  | „Reasons”                        | O'Dowd / Moss / Craig / Hay / Pickett  | 4:35    |
| 8.  | „Too Bad”                        | O'Dowd / Moss / Craig / Hay / Pickett  | 4:34    |
| 9.  | „Come Clean”                     | O'Dowd / Moss / Craig / Hay / Pickett  | 3:18    |
| 10. | „Sexuality”                      | O'Dowd / Moss / Craig / Hay / Rudetsky | 5:27    |
| 11. | „Move Away (Extended)”           | O'Dowd / Moss / Craig / Hay / Pickett  | 7:25    |
| 12. | „God Thank You Woman (Extended)” | O'Dowd / Moss / Craig / Hay / Pickett  | 7:03    |
| 13. | „Sexuality (Extended)”           | O'Dowd / Moss / Craig / Hay / Rudetsky | 10:34   |
|     |                                  |                                        | 1:09:15 |

Trzy ostatnie ścieżki były dostępne tylko na kompaktowej wersji albumu.

## Single
- 1986: "Move Away"
- 1986: "God Thank You Woman"
- 1986: "Gusto Blusto"